# Red Hot Chilli Pipers
Red Hot Chilli Pipers (často zkráceně RHCP) je skotská hudební skupina hrající rockové skladby, přičemž hlavním nástrojem jsou dudy. Členové navíc hrají na koncertech v tradičních skotských kiltech. Skupina se stala vítězem pořadu BBC - Prime Time BBC One show 'When Will I Be Famous'. Skupina vydala tři alba - Red Hot Chilli Pipers, Bagrock To The Masses a Music For The Kilted Generation. V roce 2021 jejich nejznámější písení je Leave a Light on (feat. Tom Walker).